# Episodi di Togetherness (seconda stagione)
La seconda e ultima stagione della serie televisiva Togetherness è stata trasmessa in prima visione sul canale statunitense via cavo HBO dal 21 febbraio al 10 aprile 2016.
In Italia è andata in onda in prima visione sul canale satellitare Sky Atlantic dal 10 al 31 agosto 2016.
| nº | Titolo originale      | Titolo italiano    | Prima TV USA     | Prima TV Italia |
| -- | --------------------- | ------------------ | ---------------- | --------------- |
| 1  | Hotels                | New Orleans        | 21 febbraio 2016 | 10 agosto 2016  |
| 2  | Everybody Is Grownups | Siamo tutti adulti | 28 febbraio 2016 | 10 agosto 2016  |
| 3  | Advanced Pretend      | Finta avanzata     | 6 marzo 2016     | 17 agosto 2016  |
| 4  | Changetown            | Cambiamenti        | 13 marzo 2016    | 17 agosto 2016  |
| 5  | Just the Range        | Verso nuove strade | 20 marzo 2016    | 24 agosto 2016  |
| 6  | Geri-ina              | Estromissioni      | 27 marzo 2016    | 24 agosto 2016  |
| 7  | The Sand Situation    | La sabbia          | 3 aprile 2016    | 31 agosto 2016  |
| 8  | For the Kids          | Per i bambini      | 10 aprile 2016   | 31 agosto 2016  |